# Tearaway
Tearaway – komputerowa gra platformowa wyprodukowana przez brytyjskie studio Media Molecule na konsolę PlayStation Vita. Została zapowiedziana podczas targów Gamescom w 2012 roku i wydana 20 listopada 2013 w Australii, 22 listopada w Europie, Ameryce Północnej i Indiach oraz 5 grudnia 2013 w Japonii. Gra została zainspirowana modelarstwem kartonowym i twórczością Rexa Crowle'a.
8 września 2015 został wydany remake gry na konsolę PlayStation 4, zatytułowany Tearaway Unfolded.

## Rozgrywka
Tearaway to trzecioosobowa gra platformowa wykorzystująca prawie wszystkie unikalne dla PlayStation Vita cechy. Demo zaprezentowane podczas targów Gamescom, pokazało jak gracz może używać tylnego panelu dotykowego konsoli, aby przy pomocy swoich palców oddziaływać na otoczenie i postacie w świecie gry. Może on również zmieniać wygląd głównego bohatera/bohaterki (są nimi Iota lub Atoi), wycinając z wirtualnego papieru różne kształty i przyklejając je na postaci. W innej części demonstracji, grający rysuje na ekranie dotykowym i wycina z papieru koronę dla postaci w grze, używając wirtualnej kamery przywraca kolory przedmiotom otrzymując w zamian ich modele do wydrukowania i złożenia oraz wykonuje zadania otrzymane od bohaterów niezależnych za konfetti (walutę w grze).

## Fabuła
Głównym bohaterem jest posłaniec z papierowego świata, którego celem jest dostarczenie graczowi wiadomości. Ten może na początku przygody wybrać płeć bohatera – dziewczynę Atoi lub chłopca o imieniu Iota. Na drodze protagonisty stają „pudłaki” – małe stworki z papieru, z którymi musi walczyć, aby osiągnąć swój cel.

## Odbiór gry
Tearaway spotkała się z pozytywnym przyjęciem krytyków, uzyskując według serwisu Metacritic średnią ocen wynoszącą 87/100 punktów. Grę chwalono przede wszystkim za ciekawy styl graficzny, kreatywność i pomysłowe wykorzystanie czujników konsoli. Daniel Krupa z serwisu IGN przyznał Tearaway ocenę 9,3/10, doceniając ciekawie opowiedzianą historię i kolorową grafikę.
Produkcja zdobyła nagrodę czasopisma Edge za najlepszy projekt graficzny. Otrzymała też osiem nominacji do nagrody British Academy Games Awards 2014, z czego wygrała w kategoriach za najlepszą grę mobilną, osiągnięcie artystyczne i najlepszą grę familijną.

## Tearaway Unfolded
8 września 2015 został wydany remake gry na PlayStation 4, zatytułowany Tearaway Unfolded. Kontynuuje on fabułę gry i wykorzystuje funkcjonalność DualShocka 4 i działa w rozdzielczości Full HD 1080p.